# Павличенко, Олег Степанович
Олег Степанович Павличенко — советский и украинский физик, лауреат Государственной премии СССР (1986).
Родился 01.07.1936.
Работал в ХФТИ АН УССР: научный сотрудник, начальник отдела, первый директор Института физики плазмы (ИФП) ННЦ «ХФТИ» (1993—1998).
По совместительству с 15.10.1981 по 07.1988 профессор Харьковского университета.
Докторская диссертация:
- Термоизоляция и удержание высокотемпературной плазмы в стеллараторе : диссертация … доктора физико-математических наук : 01.04.08. — Харьков, 1977. — 320 с. : ил.

Соавтор монографии:
- Исследование плазмы с помощью лазеров [Текст] / Л. А. Душин, О. С. Павличенко. — Москва : Атомиздат, 1968. — 143 с. : ил.; 20 см.

Лауреат Государственной премии СССР (1986, в составе коллектива) — за цикл работ «Создание методов лазерной диагностики и исследование высокотемпературной плазмы в физическом эксперименте» (1963—1984).
Умер в Харькове 20.07.2017 после продолжительной болезни.